# Wilhelm Weber (Ökonom)
Wilhelm Weber (* 3. Juni 1916 in Wien; † 5. April 2005 ebenda) war ein österreichischer Nationalökonom.

## Leben
Der ursprünglich handwerklich tätige Weber begann gegen Ende der 1930er-Jahre seine wissenschaftliche Karriere, die sich nach der 1950 erfolgten Habilitation im Wesentlichen an der Universität Wien abspielte. 1963 wurde er ordentlicher Universitätsprofessor für Nationalökonomie und Finanzwissenschaft. Zunächst dem „nationalen“ Lager nahestehend, vertrat Weber nach 1945 die damals verbreiteten Auffassungen des Keynesianismus und trug zur Rezeption des aktuellen nationalökonomischen Gedankenguts bei. Weber befasste sich auch mit genossenschaftlichen und gemeinwirtschaftlichen Fragen. 
Seine zahlreichen Publikationen gehen vielfach auf Kooperationen mit anderen profilierten Autoren zurück. Weber erhielt zahlreiche Auszeichnungen, wie 1985 den Preis der Stadt Wien für Geisteswissenschaften, und mehrere Ehrendoktorate. Er wurde am Wiener Zentralfriedhof bestattet.

## Werke (Auswahl)
- Wirtschaftswissenschaft von heute. Springer Verlag, Wien 1953.
- Österreichs Wirtschaftsstruktur gestern – heute – morgen. (Hrsg.), Duncker & Humblot, Berlin 1961.
- Gemeinwirtschaft in Westeuropa. Großbritannien, Frankreich, Italien, Bundesrepublik Deutschland. (Hrsg.), Vandenhoeck & Rueprecht, Göttingen 1962.
- mit John Richard Hicks (Hrsg.): Carl Menger and the Austrian School of Economics. Clarendon Press, Oxford 1973.